# 真番郡
真番郡（しんばんぐん）は、漢朝により朝鮮半島に設置された郡である。楽浪郡、臨屯郡、玄菟郡と共に漢四郡と称される。

## 名称
『魏略』逸文の衛氏朝鮮に関する記述の中で「朝鮮貢蕃」とあり、これは「朝鮮の属国（朝鮮に貢納する蛮族）」の意味とする説と、二つの地名の併記とみて「朝鮮と貢蕃」とする説がある。後者の場合、さらに説が分かれ、貢は真の誤記で真番とする説、貢蕃が正しく真番が誤記とする説がある。さらに『史記』太史公自序には「真藩」とあり番の字は「藩」だったとする説もある。また『史記集解』によると真番の番の字に「徐廣曰一作莫」とあり真番を「真莫」とする例があったことが知られる。市村瓚次郎は「真＝辰で、番の発音は邦に近いので真番とは辰邦であり、辰邦すなわち『辰国』のことである」と考えた。しかし朝鮮民族史学の申采浩は上記の「真莫」を引用し、もともとは「真番莫」か「真莫番」であり「真番」は略表記だったとの説を唱え、真・番・莫はそれぞれ辰韓・弁韓・馬韓のことだとした。

## 沿革
前108年（元封3年）、衛氏朝鮮を滅ぼした漢朝により幽州刺史部の下に設置され、15県からなり、郡治が置かれた霅県の位置は長安を去ること7,640里という。管轄する領域の範囲は諸説があって確定していない。前82年（始元5年）に真番郡は廃止された。

## 所在地論争
在北説・在南説があり、在北説は後の玄菟郡に該当するという説。在北説・在南説ではすでに在南説に軍配が上がっているが、在南説の中でも細かく分かれ、慶尚道とする説、忠清道を中心とする韓国西部という説、慶尚道と全羅道を含む韓国南部とする説などがある。武田幸男は、『説文解字』は魚の名前をあげて「楽浪潘国に出づ」として、珍魚や魚の食材は、楽浪潘国＝真番の産として、魚の水揚げの本場であったことがわかる。従って、楽浪に近い海岸地域というからには在南説が自然であるが、在南説にも西岸と東岸の別があるが、ここだという証拠がないとする。

### 在北説
『史記索隠』に「應劭云玄菟本真番國」とあるのを根拠にしたり、真番郡の真は粛慎の慎に通じるとして、朝鮮の南ではなく、朝鮮の北にあったとする説。この説の場合、のちの三韓の地の大部分は漢朝に併合されなかったことになる。李氏朝鮮中期の反清感情が盛んな時代に鄭克俊や李翼がそれまでの朝鮮説に抵抗して提唱、『東国文献備考』でそれまでの諸論が簡単にまとめられた。その後、日本の那珂通世、白鳥庫吉などがこの説を深め、中朝国境山岳地帯、通説でいう玄菟郡のちの高句麗の本土に真番郡があったと唱えた。この場合、玄菟郡はどうなるかというと、日本海沿岸＝咸鏡道方面だけが玄菟郡だったということになる。前82年に真番郡は廃止されたのではなく玄菟郡に改名し、旧玄菟郡が廃止されたのだということになる。この説は、現在では完全に否定され、日本・中国・韓国いずれの学界においても支持されていない。

### 在南説

#### 西南説
楊守敬、内藤湖南、稲葉岩吉などが唱えた、現在の忠清道にあったとする説。古くは、上記の在北説と対立する「在南説」といえばこれを指した。市村瓚次郎は「真＝辰で、番の発音は邦に近いので真番とは辰邦であり、辰邦すなわち『辰国』のことである」と考えた。これを踏まえた今西龍は「シン」（新・真など）のつく古地名を拾って今の錦江流域に「辰国」があったと比定、真番郡は忠清道・全羅道の範囲に相当し、「霅県」も錦江流域に置かれたとした。この説は高校の世界史の歴史地図帳でも長年採用されていたことから、日本における通説となっている。この説では、後述の東南説と反対に、慶尚道方面は漢朝に併合されなかったことになる。

#### 東南説
臨屯郡が現在の江原道であり、真番郡はその先に続く慶尚道にあったとする説。この説では、真番の真がのちの辰韓、番がのちの弁韓と繋がる地名であるとみられる。郡治の霅県は今の慶尚北道浦項市になる。この説の強みの一つは霅県の「霅」の位置が類似発音の古地名に比定できることであり、それには二つの説がある。李丙燾著『韓国古代史・上』（p.320）によると韓国の地名は一字地名を反切法により二字に伸ばした例が多いという。漢字の推定音からいうと上古音・中古音・中世音いずれも新羅の只沓県の「只沓」が「霅」の反切になっている。只沓県はのちに鬐立県、さらに長鬐県と改名されたもので今の慶尚北道浦項市南区長鬐面に該当する。もう一つは、慶尚北道浦項市北区興海邑でここは新羅の初期には退火郡と呼ばれ「退」と「霅」では異なるが上古音や中古音では発音が似ているともいえる。大原利武は『満鮮に於ける漢代五郡二水考』（1933年、近沢書店）の中で霅県の位置を『茂陵書』記載の距離から比定、「霅」の読みを「そう」（さふ）としてこの興海邑の玉江の新城里としている。新城里の「新」と「霅」の韓国語読みが類似する上、元は薪城里だったと比定すると「薪」と「霅」の韓国語読みが一致するという。この場合、忠清道・全羅道の後の馬韓地域は含まれないことになるが、『三國志』では土俗的な印象で語られる馬韓に比して辰韓や弁韓は都市文明の影響が明瞭であり真番郡の故地であったことの傍証とされる。この説では、後の馬韓該当地域は漢朝に併合されなかったことになる。

#### 中央部説
李丙燾は、真番郡の範囲は、楽浪郡の南部と京畿道として、北は載寧江（帯水）で楽浪郡と接し、東は臨屯郡、南は辰韓とそれぞれ接し、西は黄海に綿糸、現在の北朝鮮黄海南道・黄海北道・京畿道一帯に相当するとしている。この説は、楽浪郡南部と被ってしまうように解釈されるが、李丙燾はそうではなくて、楽浪郡の南部7県（帯方、列口、長岑、昭明、含資、提奚、海冥）からなる「南部都尉」は実は真番郡が廃止された前82年に真番郡から編入されたのであり、真番郡の残りの8県は辰国または馬韓に併呑されたという。「霅県」は現在の京畿道ソウル付近と推測している。この説では後の三韓の地の大部分は漢朝に併合されなかったことになるが、この説は韓国人の説でありながら、中国の中国地図出版『中国歴史地図集』に採用されており、中国における通説となっている。日本では井上秀雄が支持している。この説の場合、真番郡全体が北に寄り過ぎ、距離が史料の記述とまったく合わないのが難点となる。

#### 南部説
臨屯郡と楽浪郡を除く朝鮮半島南部の全域だとする説。この説の場合、漢四郡は朝鮮半島を完全に覆い尽くすことになる。上述の真番が本来は「真番莫」もしくは「真莫番」だったとの説や、真が後の辰韓、番が後の弁韓に繋がるとする説からすると、莫が後の馬韓となり、真番莫郡または真莫番郡で後の三韓全域を覆っていたと比定される。また『後漢書』の辰国＝三韓の地とする説や、上述の市村瓚次郎の辰国＝辰邦＝真番とする考えからは、「真番莫・真莫番」という異説を用いずとも同様の結論に至る。岡田英弘は『倭国』（中公新書）その他の自著の中で漢四郡を図示したが、その真番郡は慶尚道と全羅道の両方の南部海岸に達しており、「霅県」の位置は慶尚南道釜山と比定している。『史記索隠』によると、楽浪郡に雲鄣というものがあったというが『集韻』にはこれと同じものと思われる「霅陽鄣」というものが出てくる。岡田英弘はこれが霅県と同じ文字が含まれるのに目をつけ、陽は山の南側や川の北側を表すことから、洛東江を古くは「霅水」と呼んだのではないかと比定、川上では洛東江の北側の慶尚北道聞慶の辺りに「霅陽鄣」があったとし、川下では洛東江＝「霅水」の河口付近の釜山の辺りに「霅県」があったとしている。

### その他の説
李氏朝鮮の時代には、黄海北道平山郡とする説や、江原道春川市とする説などがあった。前者は最古の説であるが、史料を誤解したもので問題外であるが、後者は韓百謙の説で最初期の在北説が唱えられたのとほぼ同時期の説である。いずれも近代的な歴史学が導入されてから早くに否定されている。

## 異説
北朝鮮の学界及び韓国の学界の一部では、漢朝による朝鮮半島併合の事実はなかったとして、漢四郡が朝鮮半島の外部、具体的には通説でいう遼東郡の内部に存在したと主張する。ただし当時の遼東郡と朝鮮の境界は博川江であり遼東郡は平安北道を含んでいるので現在の境界とは正確には一致しない。この説の場合の真番郡は、通説でいう遼東郡の東部都尉の区域にほぼ相当する。
これらの否認説は、北朝鮮の学界では「定説」となっており、韓国でも在野の歴史学界（アマチュアの歴史愛好家）から支持されているが、アメリカや中国や日本の学界では全く認められていない。